# Skalní jehla

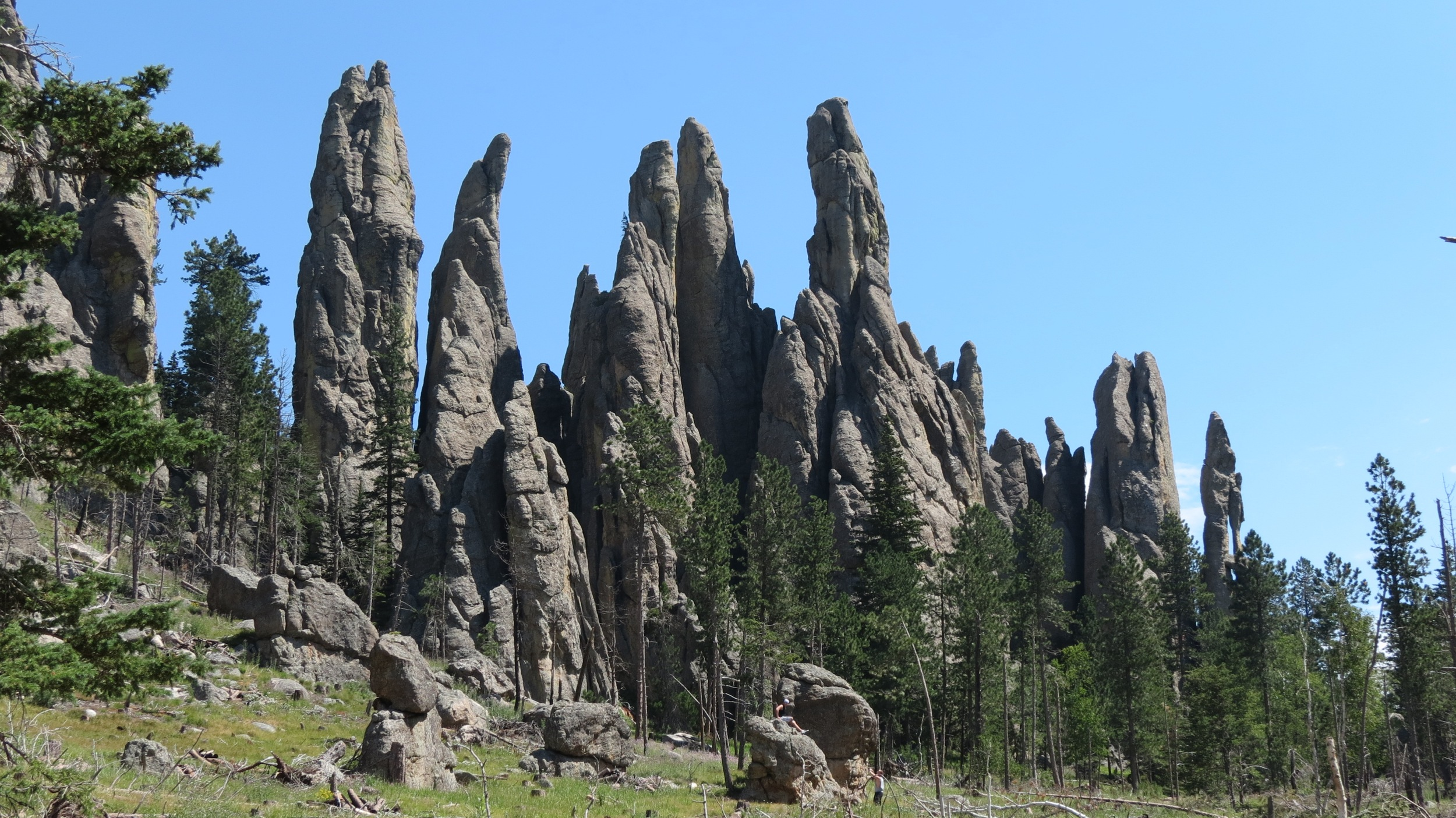
Skalní jehly v Black Hills v Jižní Dakotě (USA)

Skalní jehla je přírodní geomorfologický tvar a strukturně denudační tvar reliéfu, který je specifickým typem skalní věže. Jedná se o vysoký a často též štíhlý sloup se zašpičatělým vrcholem.

## Vznik geomorfologického tvaru
Skalní jehla vzniká identicky jako skalní věž, tj. v důsledku mechanické eroze postupným rozčleňováním a destrukcí horského hřebene, případně v pobřežních oblastech abrazí. Zvláštním typem skalní jehly je sopečný útvar známý jako lávová jehla, což je extrémní případ vytlačené sopečné kupy ve tvaru štíhlé homole z utuhlé málo viskózní lávy.

## Výskyt skalních jehel

### Ve světě

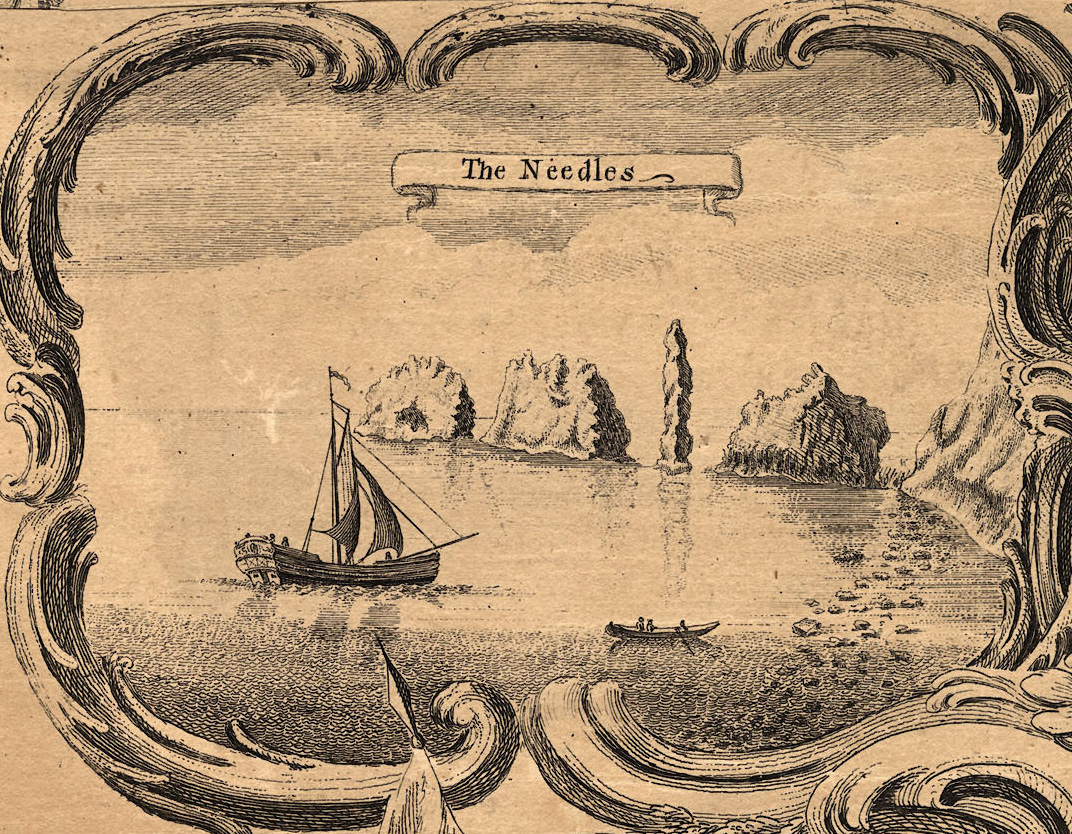
Mořské útesy The Needles (Jehly) u anglického ostrova Wight na kresbě z roku 1759. Nejvýraznější skalní jehla Lot’s Wife (Lotova žena – na obrázku uprostřed) byla smetena bouří v roce 1764

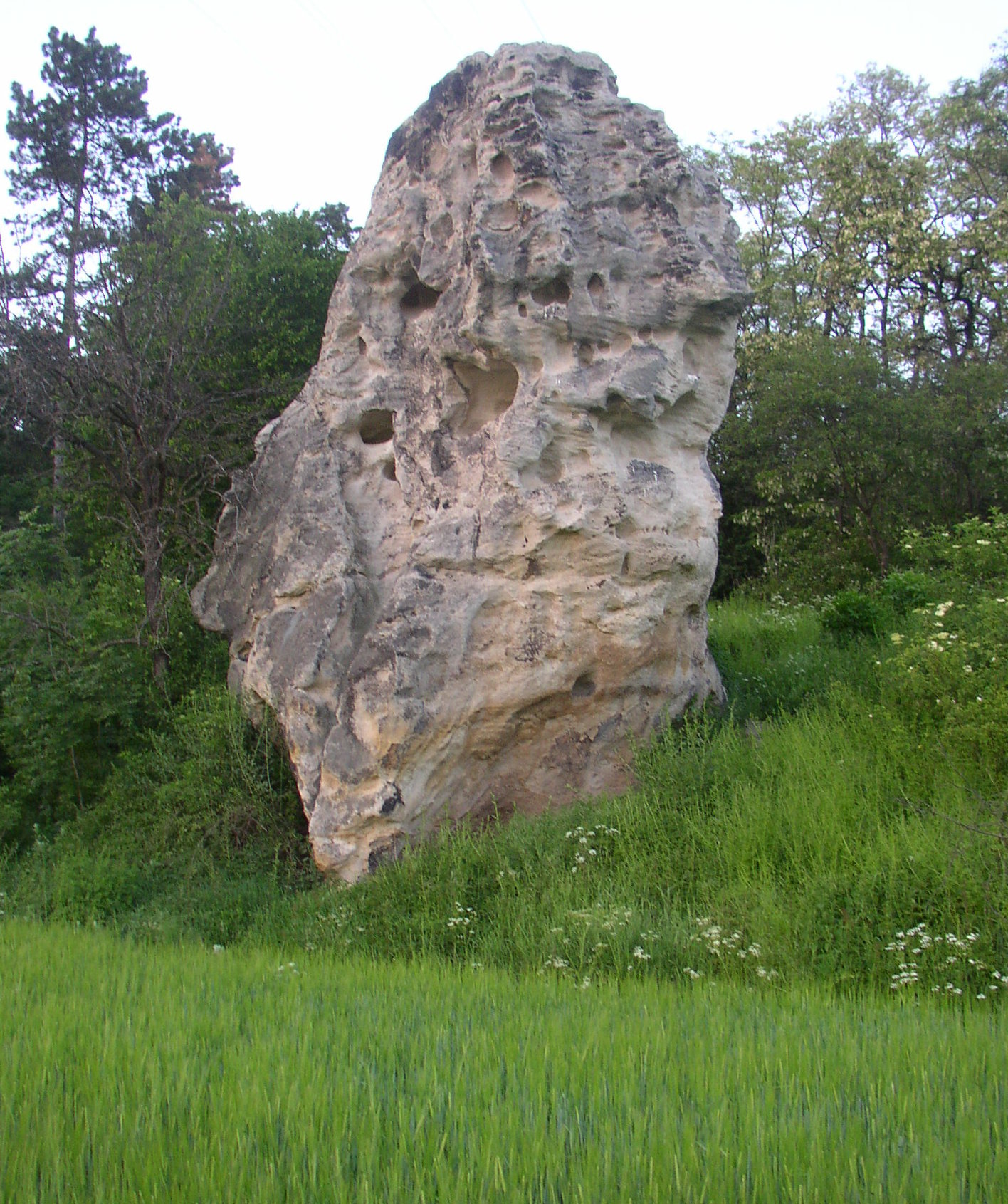
Přírodní památka Podlešínská skalní jehla na Kladensku

Ve světě jsou typické pro vysokohorský reliéf mladých vrásových pohoří (v Evropě např. v Savojských Alpách, Dolomitech) a strmá pobřeží (např. v jižní Anglii, zejména na ostrově Wight). Jako příklad tvarů vulkanického původu mohou posloužit skalní jehly Reynisdrangar u osady Vík i Mýrdal na Islandu. Výrazné skalní jehly se nacházejí v lokalitě Old Man of Storr na poloostrově Trotternish skotského ostrova Skye (Vnitřní Hebridy). Na Slovensku je příkladem památkově chráněná Poluvsianská skalní jehla, Hričovská skalní jehla nebo 100 metrů vysoká Cukrová homole v Zádielské dolině.
Pokud se jedná o další kontinenty, obří skalní jehlou je například vrchol Cerro Torre v Národním parku Los Glaciares v jihoamerické Patagonii. V USA se skalní jehly vyskytují např. v národních parcích Canyonlands či Sequoia nebo v pohoří Black Hills. U pobřeží Antarktidy, v oblasti souostroví Jižní Shetlandy, se nachází skupina tří až 45 metrů vysokých skalních jehel, zvaných Sewing-Machine Needles (Jehly do šicího stroje).

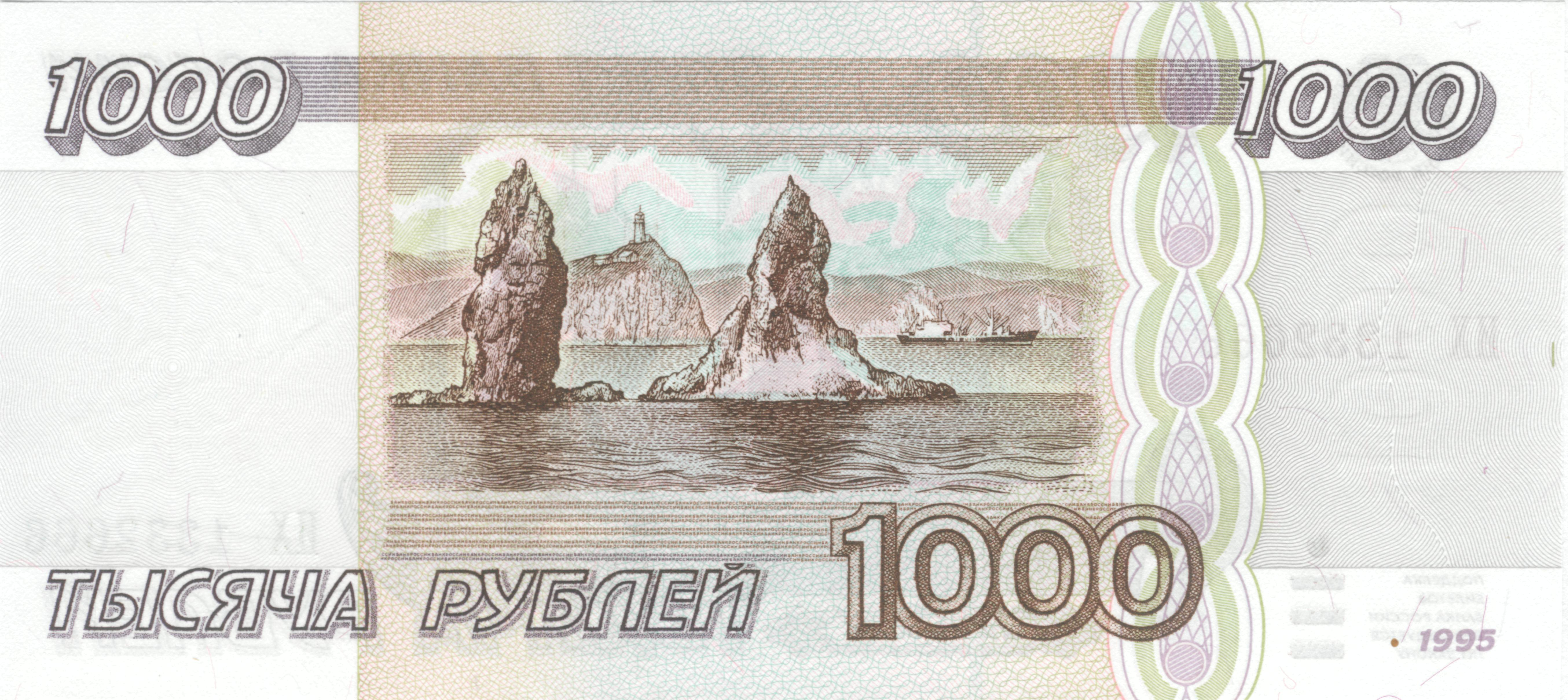
Ruská tisícirublová bankova z roku 1995 s vyobrazením útesů Dva brata

Tvarem odpovídá zařazení mezi skalní jehly řada mořských útesů - můžeme jmenovat například 100 m vysoký útes Sōfu Iwa, anglicky zvaný též Lot’s Wife (Lotova žena) ve Filipínském moři v japonském souostroví Izu nebo Ballovu pyramidu (angl. Ball's Pyramid) v Tichém oceáně asi 20 km jihovýchodně od Ostrova lorda Howa, která je se svou výškou 562 metrů nejvyšším mořským útesem sopečného původu na světě. Do této skupiny lze zařadit i přírodní památku Tri Brata (Три Брата) v Avačinské zátoce u vjezdu do Petropavlovska-Kamčatského (poloostrov Kamčatka), útesy Dva Bratři (Два Брата) u vjezdu do zátoky Rudnaja u Dalněgorsku (Дальнегорск) v Japonském moři nebo některé z četných útesů kolem evropského pobřeží.

### V České republice
V České republice se skalní jehly vyskytují nejen v pískovcových skalních městech (kupříkladu Prachovská skalní jehla), ale i v jiných lokalitách (např. Podlešínská skalní jehla nedaleko Slaného, nebo Pikovická jehla v údolí Sázavy, tvořená paleovulkanity jílovského pásma). V Dolních Lysečinách v Královéhradeckém kraji se na území Krkonošského národního parku nachází Lysečinská jehla, unikátní skalní tvar, tvořený krystalickým vápencem. V Bezděčínských skalách mezi Hodkovicemi nad Mohelkou a Rychnovem u Jablonce nad Nisou se vyskytuje pozoruhodná skalní jehla Velká Kvočna.